# Borgio Verezzi
Borgio Verezzi (en ligur Bórzi Verésu - Verési o Bòrzi - Veresso) és un comune italià, situat a la regió de la Ligúria i a la província de Savona. El 2015 tenia 2.205 habitants.

## Geografia
Té una superfície de 2,73 km² i les frazioni de Borgio i Verezzi. Limita amb Finale Ligure, Pietra Ligure i Tovo San Giacomo.

## Evolució demogràfica
| Gràfica d'evolució de Borgio Verezzi entre 1861 i 2011 |
|                                                        |
| Font: ISTAT                                            |